# Ernesto Veronelli
Ernesto Veronelli (Lainate, 30 gennaio 1938) è un tenore italiano.

## Biografia
Tenore italiano, nato il 30 gennaio 1938, risiede a Lainate (MI). 
Scopre il suo talento vocale intorno ai dodici anni, quando entra nella Schola Cantorum della parrocchia. Impara a suonare il clarinetto, la tromba, ma si guadagna da vivere lavorando con il padre nel campo tessile. 
La vicina Milano gli consente di coltivare la sua passione. Studia con il Maestro Bruno Carmassi, che lo accompagna nel canto lirico sino al suo debutto, nel 1967, in Cavalleria Rusticana. 
Nello stesso anno vince il concorso “G.B.Viotti”, a Vercelli; lì conosce Mireille Thiolas, soprano francese, che diventa sua moglie e madre dei suoi due figli. 
Vince poi il concorso “Madama Butterfly” che lo porta in Giappone a rappresentare l'Italia in alcuni spettacoli. 
Da questo momento in poi prende avvio la sua carriera.
Ernesto Veronelli ha interpretato i più grandi ruoli drammatici del teatro lirico otto - novecentesco. 
Ritiratosi dalle scene nel 1997, segue la preparazione ed il perfezionamento vocale di cantanti lirici.

## Voce
I suoi primi studi di canto lirico evidenziano la sua predisposizione al registro baritonale. 
Con il passare del tempo, acquisisce maggior estensione portando al registro di tenore la sua voce che mantiene nelle ottave armonici ricchi, suono pieno, vibrante e corposo.
Nella sua carrierà interpreterà principalmente ruoli da tenore lirico drammatico

## Carriera
La sua carriera si è svolta principalmente all'estero.
Dopo il debutto nel 1968 è in Repubblica Ceca per Il Trovatore, Aida ed in Spagna al Gran Teatre del Liceu de Toros Las Arenas è Radames.
Canta in Don Carlo a Skopjie (Macedonia).
In Turchia ed in Francia per la prima volta canta in Un ballo in maschera, nel 1969 e l'America lo vede protagonista in Turandot al Seattle Opera.
Ritorna al Opéra de Lille (Francia) sempre con Un ballo in maschera ed in Spagna per Il Trovatore nel 1972.
Il 1975 in Portogallo viene chiamato in sostituzione di Plácido Domingo, per il ruolo di Renato Des Grieux in Manon Lescaut.
Anche in Giappone in occasione del Madama Butterfly International Concours in Nagasaki ,4th worldwide Madama Butterfly competition, for Tamaki Miura Prize, porta Madama Butterfly toccando le città di Tokio, Mito, Osaka (1976). 
Le opere Tosca, La Gioconda, Macbeth e Trovatore sono interpretate nel ruolo principale in Irlanda nel 1979 e nel 1980. In quest'ultimo anno va in Germania, Oper Der Stadt Köln dove canterà ne La forza del destino, Il Trovatore, vi tornerà nel 1981 per Turandot, per Andrea Chenier (1983 e 1984) e Madama Butterfly nel 1985.
In Irlanda canta numerose volte al Gaiety Theatre Dublino (1980), La Gioconda, Un ballo in maschera (1981) e al Glasgow Grand Opera Society ne Il trovatore (1980).
Replica Aida parecchie volte in Germania presso Westfalenhalle Dortmund (1981), Nationaltheater (Monaco di Baviera) (1981).
Anche Tosca, Il Trovatore, Don Carlo e Un ballo in maschera lo vedono protagonista al Opera di Amburgo e al Staatstheater Stuttgart tra dal 1982 al 1984.
In Belgio canta nel ruolo di Cavaradossi al La Monnaie (1982) ed è Pinkerton in Madama Butterfly.
Nel 1982 le recite in Francia di Tosca sono accanto a Kiri Te Kanawa, diretto da Seiji Osawa con i costumi di Franca Squarciapino, all'Opéra national de Paris.
Anche l'Italia vede il tenore protagonista all'Arena di Verona: Aida e Macbeth sono le opere rappresentate.
Al Palace Theatre Manchester, Royal Opera House, Opéra national de Paris, Salzburger Landestheater, Deutsche Oper Berlin canta in Madama Butterfly nel 1983.
Insieme a Joan Sutherland è a Londra al Royal Opera House per Esclarmonde.
Nel 1983 canta Don Carlo nel prestigioso Gran Teatre del Liceu (Spagna).
Nuovamente in Francia nel 1984 è all'Opéra de Nice per La forza del destino, al Palais omnisports de Paris-Bercy per Aida e per Tosca al Théâtre des Arts de Rouen. 
Con Turandot canta alla Wiener Staatsoper e alla Royal Opera House di Londra, mentre in Svizzera sotto la direzione di Nello Santi canta Giovanna d'Arco alla Tonhalle (Zürich) 
Nel 1985 è Calaf in Turandot al Teatro alla Scala di Milano.
Anche in America al Metropolitan Opera House è Canio in Pagliacci diretto dal registra Franco Zeffirelli.
Nel 1986 è Calaf in Aida rappresentata al Canadian Opera Company Toronto (Canada). Nuovamente negli Stati Uniti con Turandot al Detroit Opera House Aida al The Met in The Parks, e La forza del destino al Baltimore Opera Company.
In Italia torna con Shirley Verrett al Teatro Comunale di Firenze per Medea, mentre in Francia al Opéra d'Avignon è nuovamente Mario Cavaradossi in Tosca.
Nel 1987 canta Turandot in Alabama al Birmingham–Jefferson Convention Complex e per l'ultima volta in Francia Opéra de Nice fa Tosca.
Nel ruolo di Gabriele Adorno canta nel 1989 il Simon Boccanegra a Vercelli.
La sua ultima Aida la canta nel 1994 in Germania.

## Repertorio
| Titolo               | Autore      | Ruolo             | Anno |
| -------------------- | ----------- | ----------------- | --- |
| Medea                | Cherubini   | Giasone           | 1986 (Teatro Comunale - Firenze) |
| Lucia di Lammermoor  | Donizetti   | Edgard            | 1979 (Teatro Giacosa - Aosta) |
| Andrea Chénier       | Giordano    | Andrea Chénier    | 1979 (Teatro Curci - Barletta); 1981 (Teatro Comunale di Adria); 1981 (Teatro Verdi - Padova); 1982 (Teatro Petruzzelli - Bari); 1983 (Oper der Stadt - Köln); 1984 (Oper der Stadt - Köln); 1987 (Teatro Romano - Benevento) |
| Il re                | Giordano    | Colombello        | 1977 (Teatro Comunale Umberto Giordano - Foggia) |
| Pagliacci            | Leoncavallo | Canio             | 1977 (Teatro Giacosa di Aosta); 1978 (Sagrato del Duomo di Montalto Uffugo (CS); 1980 (Grand Theatre de Tours); 1981 (Teatro Astra - Schio); 1982 (Staadttheatre Bern Sonnndag); 1985 (Metropolitan Opera House, New York); 1994 (Auditorium il Parco, Carate Brianza); 1996 (Teatro Naturale Villa Litta, Lainate) |
| Cavalleria rusticana | Mascagni    | Turiddu           | 1967 (Teatro civico di Vercelli) 1978 ; (Sagrato del Duomo di Montalto Uffugo (CS); 1979 (Teatro Serassi - Villa d'Almé); 1980 (teatro Politeama Greco - Lecce); 1981 (Teatro Vincenzo Bellini - Catania); 1981 (Rocca Normanna - Paternò); 1982 (Auditorium di Cagliari); 1982 (Staadttheatre Bern Sonnndag); 1994 (Auditorium Il Parco - Carate Brianza) |
| Esclarmonde          | Massenet    | Roland            | 1983 (The Royal Opera House - Londra) |
| Vindice              | Morini      | Alfredo           | 1980 (Teatro Politeama Greco - Lecce) |
| La Gioconda          | Ponchielli  | Enzo Grimaldo     | 1979 (Cork Opera House - Dublino); 1980 (Gaiety Theatre - Dublino) |
| Madama Butterfly     | Puccini     | Pinkerton         | 1979 (Teatro comunale San Felice sul Panaro - Modena); 1979 (Teatro Civico di Vercelli); 1980 (Teatro Rocca Sforzesca - Imola); 1980 (Opera National/Theatre Royal de La Monnaie - Bruxelles); 1981 (Teatro Petruzzelli - Bari); 1983 (Salzburger Landes Theatre); 1983 (Deutsche Oper Berlin); 1983 (The Palace Theatre Manchester); 1983 (Hamburgische Staatsoper); 1983 (Royal Opera House Londra); 1983 (Theatre National Opera de Paris); 1985 (Oper der Stadt Köln) |
| Manon Lescaut        | Puccini     | Renato Des Grieux | 1975 (Teatro National San Carlos - Portogallo); 1979 (Teatro Orfeo - Taranto); 1981 (Teatro Comunale - Modena); 1984 (Teatro Comunale A. Rendano, Cosenza) |
| Tosca                | Puccini     | Mario Cavaradossi | 1978 (Teatro Persio Flacco - Volterra) 1978 (Teatro Giacosa di Aosta); 1978 (Teatro Sociale Nizza Monferrato) 1979 (Cork Opera House - Dublino); 1979 (Gaiety Theatre - Dublino); 1979 (Teatro Carlo Goldoni - Bagnocavallo); 1979 (Teatro comunale San Felice sul Panaro - Modena); 1980 (Corte Malatestiana di Fano); 1980 (Teatro Sociale di Como); 1981 (Salone Teatro di Sesto San Giovanni); 1981 (Teatro Metastasio - Prato); 1981 (Lucera); 1981 (Cosenza); 1982 (Opera National/Royal de La Monnaie - Bruxelles); 1982 (Theatre National Opera de Paris); 1982 (Württembergisches Staatstheater Stuttgart); 1982 (Bayerische Staatsoper Nationaltheater, München); 1984 (Theatre des Arts Ville de Rouen); 1985 (Johannesburg Civic Theatre); 1986 (Theatre d'Avignon et des Pays de Vaucluse); 1987 (Opera de Nice); 1992 (Teatro Verdi, Castel San Giovanni); 1993 (Turbigo) |
| Turandot             | Puccini     | Calaf             | 1969 (Seattle Opera - USA); 1981 (Oper der Stadt - Köln); 1984 (Staatsoper, Vienna); 1984 (Royal Opera House, Londra); 1985 (Teatro alla Scala Milano); 1986 (Michigan Opera Theatre); 1987 (Civic Center Concert Hall, Birmingham - Alabama) |
| Mosè                 | Rossini     | Elisero           | 1980 (Teatro Comunale di Treviso) |
| Aida                 | Verdi       | Radamés           | 1968(Gran Teatro del Liceo Plaza de Toros Las Arenas); 1981 (Westfalenhalle Dortmund); 1981 (Bayerische Staatsoper Nationaltheater - München); 1982 (Bayerische Staatsoper Nationaltheater - München); 1982 (Württembergisches Staatstheater Stuttgart); 1982 (Arena di Verona); 1984 (Palais Omnisports Paris Bercy); 1986 (The Canadian Opera Company Toronto); 1986 (Metropolitan Opera House, New York); 1994 (Germania) |
| Don Carlo            | Verdi       | Don Carlo         | 1980 (Teatro Sociale di Mantova); 1982 (Bayerische Staatsoper Nationaltheater - München); 1983 (Spagna); 1983 (Württembergisches Staatstheater Stuttgart); |
| Ernani               | Verdi       | Ernani            | 1981 (Teatro Massimo - Palermo) |
| Giovanna d'Arco      | Verdi       | Carlo VII         | 1984 (Zurich) |
| La forza del destino | Verdi       | Don Álvaro        | 1980 (Oper der Stadt - Köln); 1984 (Opera de Nice); 1986 (Baltimore Opera Company) |
| Macbeth              | Verdi       | Macduff           | 1979 (Dublino); 1980 (Teatro Comunale del Giglio - Lucca); 1980 (Teatro Comunale Gentile - Fabriano); 1982 (Arena di Verona) |
| Simon Boccanegra     | Verdi       | Gabriele Adorno   | 1989 (Teatro Civico di Vercelli) |
| Trovatore            | Verdi       | Manrico           | 1968 (Českě Budějovice Červen - Cecoslovacchia); 1972 (Teatro Guimera Santa Cruz de Tenerife - Spagna); 1977 (Teatro comunale Giuseppe Borgatti - Cento); 1978 (Corte Malatestiana - Fano); 1978 (Teatro Civico di Vercelli); 1979 (Cork Opera House - Dublino); 1979 (Teatro comunale di Faenza); 1979 (Teatro Cavour - Imperia); 1980 (Grand Opera Society - Dublino); 1980 (Oper der Stadt - Köln); 1981 (Teatro Giacosa - Aosta); 1984 (Bayerische Staatsoper Nationaltheater München); 1996 (Cuorgné) |
| Un ballo in maschera | Verdi       | Riccardo          | 1969 (Istanbul Beledi Sehir Operasi - Turchia); 1972 (Théatre Municipaux de Lille - Francia); 1978 (Teatro comunale Antonio Salieri - Legnago); 1980 (Teatro Cavour di Imperia); 1981 (GaietyTheatre Dublino); 1981 (Corte Malatestiana di Fano); 1982 (Hamburgische Staatsoper - Amburgo); |

## Partners
| Soprano                | Mezzo Soprano     | Baritono            | Basso                | Direttore             |
| ---------------------- | ----------------- | ------------------- | -------------------- | --------------------- |
| Martina Arroyo         | Bruna Baglioni    | Gabriel Bacquier    | Nicolaj Ghiaurov     | Roberto Abbado        |
| Grace Bumbry           | Livia Budai       | Renato Bruson       | Nikola Gjuzelev      | Napoleone Annovazzi   |
| Montserrat Caballé     | Fiorenza Cossotto | Giulio Fioravanti   | Bonaldo Giaiotti     | Bruno Bartoletti      |
| Giovanna Casolla       | Ione Iori         | Gian Giacomo Guelfi | Ferruccio Furlanetto | Richard Bonynge       |
| Maria Chiara           | Elena Obraztsova  | Matteo Manuguerra   | Martti Talvela       | Oliviero De Fabritiis |
| Viorica Cortez         | Stefania Toczyska | Sherrill Milnes     |                      | Wolf-Ferrari          |
| Cristina Deutekom      | Shirley Verrett   | Leo Nucci           |                      | Carlo Franci          |
| Ghena Dimitrova        |                   | Aldo Protti         |                      | Anton Guadagno        |
| Stefka Evstatieva      |                   | Vicente Sardinero   |                      | Alain Lombard         |
| Raina Kabaivanska      |                   | Ingvar Wixell       |                      | Lorin Maazel          |
| Kiri Te Kanawa         |                   | Giorgio Zancanaro   |                      | Gianfranco Masini     |
| Éva Marton             |                   | Antonio Salvadori   |                      | John Mauceri          |
| Aprile Millo           |                   |                     |                      | Seiji Ozawa           |
| Leona Mitchell         |                   |                     |                      | Paolo Peloso          |
| Anna Moffo             |                   |                     |                      | Joseph Rescigno       |
| Eugenia Moldoveanu     |                   |                     |                      | John Pritchard        |
| Carol Neblett          |                   |                     |                      | Nello Santi           |
| Birgit Nilsson         |                   |                     |                      | Miguel Angel Veltri   |
| Rita Orlandi Malaspina |                   |                     |                      | Giacomo Zani          |
| Jeannette Pilou        |                   |                     |                      |                       |
| Rosalind Plowright     |                   |                     |                      |                       |
| Margaret Price         |                   |                     |                      |                       |
| Marcella Pobbe         |                   |                     |                      |                       |
| Katia Ricciarelli      |                   |                     |                      |                       |
| Paola Romanò           |                   |                     |                      |                       |
| Maria Slatinaru        |                   |                     |                      |                       |
| Olivia Stapp           |                   |                     |                      |                       |
| Joan Sutherland        |                   |                     |                      |                       |
| Natalia Troitskaya     |                   |                     |                      |                       |
| Gabriella Tucci        |                   |                     |                      |                       |

## Registrazioni Live
- Macbeth - Dublino (1979): Antonio Salvadori, Lorenza Canepa, Ernesto Veronelli, Aurio Tomich, Direttore Nello Santi
- Macbeth - Arena di Verona (1979): Renato Bruson, Dimitrova Ghena, Giaiotti Bonaldo, Ciaffi Ricagno Luisella, Veronelli Ernesto, Manganotti Gianfranco, Nasotti Angelo, Meliciano Carlo, Sagona Vincenzo, Tomassone Tiziano, Direttore Nello Santi
- Tosca - Teatre National de l'Opera Paris (1982): Jean-Claude Avray, Antonio Zerbini, Jean-Luis Soumagnas, Ernesto Veronelli, Agnes Host, Philippe Duminy, Ingvar Wixell, Michel Marimpouy, Robert Dumè, Kiri Te Kanawa, Direttore Seiji Ozawa
- Esclarmonde - Royal Opera House Covent Garden (1983): Joan Sutherland, Diana Montagne, Gwynne Howell, Ernesto Veronelli, Jonathan Summers, Geofrey Moses, Direttore Richard Boynge
- Pagliacci - Metropolitan Opera House (1985): Jeannette Pilou, Ernesto Veronelli, Sherrill MIlnes, Brian Schexnayder, Philip Creech, Herman Marcus, William Mellow, Direttore Garcia Navarro, Regia Franco Zeffirelli
- Medea - Maggio Fiorentino (1986): Shirley Verrett, Ernesto Veronelli, Nicolai Ghiaurov, Patrizia Pace, Margherita Rimmerman, Direttore Bruno Bartoletti
- La forza del destino - Toronto (1987): Ernesto Veronelli, Evstatieva Stefka, Monk Alan, Fost Judith, Cheek John, Strummer Peter, Katz Joel, Prata Gabriele, Rideout Gary D.

## DVD
- La forza del destino - Making the Opera - Canada (1988): Stefka Evstatieva, Judith Frost, Ernesto Veronelli, Allan Monk, Direttore Anthony Azzoppardi
- Tosca - Teatre National de l'Opera Paris (1982): Jean-Claude Avray, Antonio Zerbini, Jean-Luis Soumagnas, Ernesto Veronelli, Agnes Host, Philippe Duminy, Ingvar Wixell, Michel Marimpouy, Robert Dumè, Kiri Te Kanawa, Direttore Seiji Ozawa

## Onorificenze e riconoscimenti
- "Ordine dei Cavalieri Crociati di Malta", 28 aprile 1996
- "Socio Onorario Attività Verdiane", 29 dicembre 1977
- "Premio Galatea" città di Lainate (MI) per i cittadini lainatesi benemeriti, 22 agosto 1997